# 1984 (рекламный ролик)
«1984» — телевизионный рекламный ролик режиссёра Ридли Скотта, посвящённый компьютеру Macintosh. Впервые показан 22 января 1984 года. Используется название и обыгрывается сюжет антиутопического романа Джорджа Оруэлла «1984».

## Сюжет
Бритоголовые люди в одинаковой одежде сидят в зале перед огромным синим экраном. На экране они видят голову мужчины, который произносит речь о праздновании годовщины «инструкций по информационной очистке» (Information Purification Directives) и о «создании сада чистой идеологии» (garden of pure ideology). В это время в зал вбегает молодая женщина с молотом в руках, которую преследуют полицейские. Она бросает молот в экран в то время, как мужчина говорит «Мы победим!». В конце ролика идут титры: «24 января Apple Computer представит вам Macintosh. И вы увидите, почему 1984 год не будет таким, как „1984“» (On January 24th, Apple Computer will introduce Macintosh. And you’ll see why 1984 won’t be like "1984").

## История

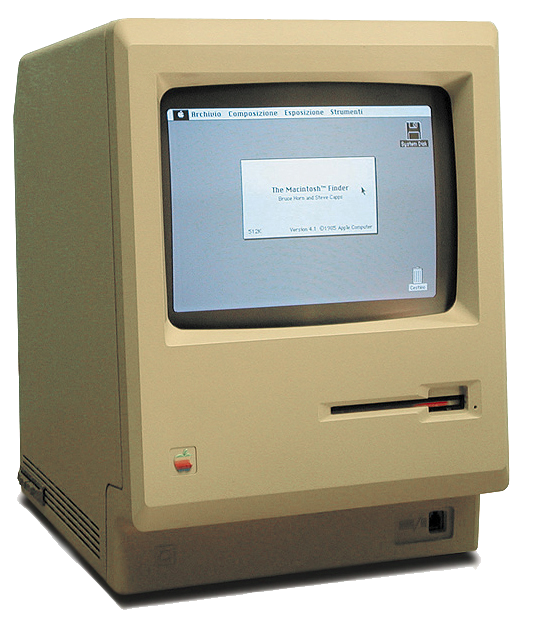
Сам рекламируемый товар в ролике не появился

Ролик снимался в Англии рекламным агентством Chiat\Day. Сценарий написали Стив Хейден и Ли Клоу, а в качестве режиссёра был приглашён Ридли Скотт, уже известный фильмами «Чужой» и «Бегущий по лезвию». Бюджет составил значительную для телерекламы сумму в 700 тысяч долларов (в другом источнике — 900 тысяч). Для массовки были наняты настоящие лондонские скинхеды, а главные роли сыграли актёр Дэвид Грэхем и модель Аня Мейджор.
В декабре 1983 года Стив Джобс и Джон Скалли представили ролик совету директоров компании Apple, но совету он не понравился. После сокращения ролика с девяноста до шестидесяти секунд он всё же был показан. Это произошло 22 января 1984 года во время трансляции по каналу CBS финального матча чемпионата США по американскому футболу между командами «Лос-Анджелес Рэйдерс» и «Вашингтон Рэдскинз».
До общенациональной премьеры ролик транслировался месяцем ранее, 15 декабря по телеканалу KMVT маленького города Твин-Фолс (Айдахо), чтобы он мог участвовать в конкурсах 1983 года. А с 17 января 1984 года его показывали в кинотеатрах перед фильмами.
Ролик был высоко оценен профессионалами, выиграв Гран-при на фестивале рекламы «Каннские львы» в 1984 году. Он считается «переломным событием», «шедевром» и «лучшей рекламой 1980-х».

## Влияние
- Рекламный ролик пародируется в мультфильмах «Футурама» (серия «Future Stock», 2002), «Головоломка 2» (2024).
- Кадры из этого ролика использованы в фильмах «99 франков» и «Назад в будущее 2».
- 6 февраля 2011 года, также в перерыве Супербоула, Motorola выпустила схожую рекламу планшетного компьютера Xoom. В ней содержится намёк, что в качестве большого брата выступает уже сама Apple[6].
- В качестве рекламного ролика к Macintosh-версии Half-Life 2 использовался ролик с аналогичным сюжетом, но в роли девушки выступала Аликс, а вместо молота — лом[7]. * Во время конфликта Apple и Epic Games был сделан ролик[8] в стиле рекламы Macintosh.